# Лейк-Парк (Міннесота)
Лейк-Парк (англ. Lake Park) — місто (англ. city) в США, в окрузі Бекер штату Міннесота. Населення — 728 осіб (2025).

## Географія
Лейк-Парк розташований за координатами 46°53′2″ пн. ш. 96°5′55″ зх. д. / 46.88389° пн. ш. 96.09861° зх. д. (46.883826, -96.098633).  За даними Бюро перепису населення США в 2010 році місто мало площу 2,52 км², уся площа — суходіл.

## Демографія
Згідно з переписом 2010 року, у місті мешкали 783 особи в 316 домогосподарствах у складі 216 родин. Густота населення становила 311 особа/км².  Було 350 помешкань (139/км²).
Расовий склад населення:
| - 96,3 % — білих - 1,9 % — корінних американців - 0,3 % — азіатів - 0,1 % — чорних або афроамериканців |

До двох чи більше рас належало 1,4 %. Частка іспаномовних становила 0,8 % від усіх жителів.
За віковим діапазоном населення розподілялося таким чином: 28,6 % — особи молодші 18 років, 58,5 % — особи у віці 18—64 років, 12,9 % — особи у віці 65 років та старші. Медіана віку мешканця становила 35,6 року. На 100 осіб жіночої статі у місті припадало 97,7 чоловіків;  на 100 жінок у віці від 18 років та старших — 95,5 чоловіків також старших 18 років.
Середній дохід на одне домашнє господарство  становив 50 819 доларів США (медіана — 45 714), а середній дохід на одну сім'ю — 60 108 доларів (медіана — 58 750). Медіана доходів становила 38 015 доларів для чоловіків та 28 750 доларів для жінок. За межею бідності перебувало 8,9 % осіб, у тому числі 7,7 % дітей у віці до 18 років та 14,7 % осіб у віці 65 років та старших.
Цивільне працевлаштоване населення становило 386 осіб. Основні галузі зайнятості: виробництво — 22,3 %, роздрібна торгівля — 16,8 %, освіта, охорона здоров'я та соціальна допомога — 16,1 %.